# 2262 Mitidika
2262 Mitidika је астероид главног астероидног појаса са средњом удаљеношћу од Сунца која износи 2,589 астрономских јединица (АЈ).
Апсолутна магнитуда астероида је 12,6.